# Seznam nemških pravnikov
Seznam nemških pravnikov.

## A
- Wolfgang Abendroth
- Robert Alexy
- Johannes Althusius (1563-1638)
- Johann August Apel

## B
- Fritz Bauer
- Jacob Friedrich Behrend
- Gunnar Beck (1966-)
- Hellmut Becker (1913-1993)
- Werner Best
- Karl Binding
- Dieter Blumenwitz (1939-2005)
- Hans-Friedrich Blunck
- Johann Caspar Bluntschli
- Armin von Bogdandy
- Klaus Bonhoeffer (1901-1945)
- Otto Bradfisch
- Lorenz Böllinger
- Frauke Brosius-Gersdorf
- Siegfried Buback (umorila RAF 1977)
- Gerd Bucerius (1906-1995)
- Alfred Büllesbach
- Erwin Bumke

## C
- Julius Leopold von Caprivi
- Ninon Colneric

## D
- Günter von Drenkmann
- Frieder Dünkel (1950)

## E
- Karl Friedrich Eichhorn

## F
- Ernst Fraenkel (1898–1975) (nem.-amer. politolog...)
- Roland Freisler

## G
- Eduard Gans
- Friedrich Heinrich Geffcken
- Manfred Götzl

## H
- Hugo Haase
- Thomas Haldenwang
- Ulrich R. Haltern
- Albert Hänel
- Heinrich Hannover
- Arvid Harnack
- Joseph von Hazzi
- Hans-Joachim Heintze (medanrodni)
- Rolf Dietrich Herzberg (1938)
- E.T.A. Hoffmann
- Hermann Höpker-Aschoff

## I
- Knut Ipsen (1935-2022)

## J
- Georg Jellinek (1851-1911)
- Rudolf von Jhering

## K
- Karl-Hermann Kästner (*1946)
- Klaus Kinkel
- Otto Kirchheimer (1905-1965) (nem.-ameriški pravnik in politolog)
- Paul Kirchhof (1943)
- Armin Knab
- Hans Koch
- Josef Kohler
- Jürgen Kohler (1953)
- Joseph Martin Kraus

## L
- Rüdiger Lautmann
- Gerhard Leibholz (1901-82)
- Gottfried Wilhelm Leibniz
- Peter Lerche (1928–2016)

## M
- Horst Mahler
- Werner Maihofer (1918-2009)
- Georg Friedrich von Martens
- Georg Ludwig Maurer (1790-1872)
- Konrad Maurer (1823-1902)
- Hans Mayer (1907–2001)
- Detlev Mehlis
- Georg Michaelis
- Robert von Mohl
- Helmuth James Graf von Moltke (1907-1945)
- Albert Mosse
- Gebhard Müller

## N
- Franz Neumann (1900-1954) (jud./nem.-amer-švic. politolog...)
- Georg Nolte

## O
- Oppenheim, Lassa
- L.F.L. Oppenheim
- Ulrich-Dieter Oppitz
- Christian Gerhard Overbeck
- (Christian) Theodor Overbeck

## P
- Hugo Preuß (1860-1925)
- Georg Friedrich Puchta
- Samuel von Pufendorf
- Johann Stephan Pütter (1725–1807)

## R
- Gustav Radbruch (1878–1949)
- Dietrich (Guido) Rauschning (1931–2023) (medanrodni)
- Hermann Roesler
- Herbert Rosendorfer
- Karl von Rotteck ? (1775-1840)

## S
- Friedrich Carl von Savigny
- Fritz W. Scharpf (politolog?)
- Bernhard Schlink
- Edzard Schmidt-Jortzig
- Carl Schmitt (1888-1985)
- Daniel Paul Schreber
- Georg Sigmund Seld
- Martin Eduard von Simson
- Rudolf Stammler (1856-1938)
- Friedrich Leopold zu Stolberg-Stolberg
- Christina Stresemann
- Hans-Christian Ströbele
- Friedrich Syrup

## T
- Pierre Thielbörger
- Anton Friedrich Justus Thibaut
- Otto Georg Thierack
- Christian Thomasius
- Heinrich Toeplitz (preds. Vrhovnega sodišča DDR)

## V
- Theodor Veiter

## W
- Josef Wintrich
- Josef Wirmer

## Z
- Ulrich Zasius
- Juli Zeh